# Aaron Olsen
Aaron Olsen (Eugene, 11 januari 1978) is een Amerikaans voormalig wielrenner.

## Belangrijkste overwinningen
2003
- Eindklassement Valley of the Sun stage race

2004
- 6e etappe Tour de Beauce
- 5e etappe Tour de Toona

## Resultaten in voornaamste wedstrijden
| Jaar | Ronde van Italië | Ronde van Frankrijk | Ronde van Spanje |
| ---- | ---------------- | ------------------- | ---------------- |
| 2006 | 148e             |                     |                  |
| 2007 | 136e             |                     |                  |

| Jaar |  | Wereldranglijsten |
| ---- |  | ----------------- |
| 2006 |  | 201e (UPT)        |
| 2007 |  |                   |